# Damac FC
Damac FC (Arabisch: داماك إف سي) is een professionele voetbalclub uit Saoedi-Arabië, opgericht in 1972. De thuishaven van de club is het Prince Sultan bin Abdul Aziz Stadium in Abha.

## Erelijst
- Saudi First Division: 2018-19 (Runners-up)
- Saudi Second Division: 1980-81, 2014-15 (Winnaars), 1989-90, 2004-05 (Runners-up)
- Saudi Third Division: 2002–03 (Runners-up)

## Bekende (oud-)spelers en -trainers

### Spelers
- Adam Maher
- Georges-Kévin N'Koudou
- Nicolae Stanciu

### Trainers
- Cosmin Contra

Abha Club · Al-Ahli · Al-Ettifaq · Al-Fateh · Al-Fayha · Al-Hazem · Al-Hilal · Al-Ittihad · Al-Khaleej · Al-Nassr · Al-Okhdood · Al-Raed · Al-Riyad · Al-Shabab · Al-Taawoun · Al-Tai · Al-Wahda · Damac